# Wengert (Naturschutzgebiet)
Der Wengert ist ein am 19. Dezember 1990 vom Regierungspräsidium Karlsruhe durch Verordnung ausgewiesenes Naturschutzgebiet auf dem Gebiet der Gemeinde Aglasterhausen im Neckar-Odenwald-Kreis.

## Lage
Das etwa 11 Hektar große Schutzgebiet liegt etwa zwei Kilometer östlich von Aglasterhausen an der Bundesstraße 292 nach Obrigheim. Es gehört zum Naturraum Kraichgau.

## Schutzzweck
Wesentlicher Schutzzweck des Naturschutzgebiets ist laut Verordnung der ungestörte Rückzugsraum „für seltene und gefährdete, aber auch charakteristische Pflanzen und Tiere der Halbtrockenrasengemeinschaften, die in dieser Ausprägung im östlichen Schwarzbachgau kaum noch anzutreffen sind. Im Gebüschraum entlang der Bundesstraße fallen stattliche Exemplare der vom Aussterben bedrohten Feldulme auf“.

## Landschaftscharakter
Das Gebiet umfasst ein Trockental im Einzugsgebiet des Bodengrabens. Der südexponierte Talhang ist durch gehölzreiche Halbmagerrasen geprägt. Im stark reliefierten Gelände befindet sich auch ein ehemaliger Steinbruch. Der nordexponierte Talhang, wie auch der östliche Teil des Gebietes sind überwiegend bewaldet. Der Flurname Wengert, ein mundartlicher Begriff für Weingarten, deutet darauf hin, dass hier früher einmal Weinbau betrieben wurde.
Das Gebiet liegt in einer ansonsten intensiv genutzten Feldflur und hat daher als Refugium für an trophisch limitierte Lebensräume gebundene Arten eine besondere regionale Bedeutung.